# バイラクタル クズルエルマ
バイラクタル クズルエルマ
テクノフェスト2023、イスタンブールの画像
- 分類：無人航空機
- 製造者：バイカル社
- 初飛行：2022年12月14日
- 生産数：試作機3機
- 運用状況：開発中

バイラクタル クズルエルマは、トルコのバイカル社が開発中の無人航空機(UCAV)である。この航空機は当初プロジェクトMIUS(トルコ語: Muharip İnsansız Uçak Sistemi;英語: Combatant Unmanned Aircraft System)と呼ばれていた。初期型のクズルエルマ-Aは亜音速、派生型のクズルエルマ-BおよびCは超音速を意図しており、後者は双発である。これらはTAI Anka-3と並ぶ、トルコのジェット動力ステルスUCAVの2機種のうちの1つである。
バイカル社CTOのセルチュク・バイラクタル氏は当初、クズルエルマが2023年までに初飛行する予定であると発表し 、ジェット動力のUCAVは「12年来の夢」であると付け加えた。 クズルエルマは予定通り2022年12月に初飛行を完了した。

## 開発
MIUSの最初の概念研究は2013年に始まり、2021年7月に最初のデザイン画像と航空機の特性に関する情報が一般に公開さた。

### エンジン
2021年11月、AI-322ターボファンエンジンの供給契約とAI-25TLTターボファンエンジン統合契約がバイカル社とウクライナのイーウチェンコ・プログレスの間で署名された。最初のプロトタイプはAI-25TLTエンジンを使用して亜音速で飛行、その次のプロトタイプがAI-322Fエンジンを搭載し超音速で飛行すると予定された。

### プロジェクト名の公開
プロジェクト名は当初、MIUSと呼ばれていた。正式名称のクズルエルマ(Kızılelma:トルコ語で赤いリンゴの意)は2022年3月に公開された。

### 試作機
名前の公開と同時にバイラクタル氏は、最初のクズルエルマが組立ラインに入ったと明らかにした。最初の即戦力プロトタイプはテクノフェスト2022で一般に公開された。2024年9月25日、量産試作型とされる3機目のクズルエルマが、チョルルのAKINCI飛行訓練試験センターからの初飛行を成功させた。この試作機はテールナンバーTC-ÖZB3で、アフターバーナー搭載エンジン、空力の改善、更新されたアビオニクスなど、最初の試作機とは大きく異なっていた。

## 設計

### 機体形状
クズルエルマはAESAレーダーを搭載し、ステルス性を備え、双発のターボファンエンジンによって超音速飛行が可能となっている。ヨー制御は2つの垂直尾翼によって行われ、さらに操縦性の向上と主翼の気流を適切に制御するためのカナード翼を備えている。内部は区画で仕切られ、ステルス性を維持しつつ厳しい環境でも運用できるようになっている。
最大離陸重量は6,000kg(13,200lb)で、ペイロードは1,500kg、運用高度は35,000フィート(10,670m)となっている。
試作機には状況認識能力を向上させるためにAESAレーダーが搭載され、またアセルサンのKARAT-100赤外線捜索・追跡システム(IRST)、TOYGUN-100電気光学追跡システム、分散開口システム(DAS)、IRISミサイル接近警報システム(MAWS)などの防御と生存性のための装備も備えている。

### 艦上での運用
クズルエルマはカタパルトを必要とせず、アナドルなどの強襲揚陸艦に離着艦できるよう設計されている。
2022年、バイカル社は異なるエンジンを搭載した3種類のクズルエルマを発表した。エンジンはトルコとウクライナの合弁会社であるブラック・シー・シールドによって製造される。  クズルエルマ-AはAI-25TLTターボファンエンジンを搭載し亜音速で、クズルエルマ-Bはウクライナ製のAI-322Fターボファンエンジン1基を搭載し超音速で飛行する。またクズルエルマ-Cは2基のAI-322Fエンジンを搭載する。
試作機はAI-322のアフターバーナーを使用することで、高速域での機動性向上と亜音速飛行を可能とした。バイカル社は5-6年以内にクズルエルマに使用できる数種類のエンジンを用意し、外国への依存を減らすことを目指していると述べた。

## 性能諸元 (クズルエルマ-A)
- ペイロード: 1,500kg (3,300lb)
- 全長: 14.7m (48ft 3in)
- 全幅: 10m (32ft 10in)
- 全高: 3.3m (10ft 10in)
- 最大離陸重量: 5,987.4kg (13,200lb)
- 燃料搭載量: 不明
- 動力: 1 × イーウチェンコ＝プロフレース AI-25TLTターボファンエンジン、推力16.9kN (3,790lbf) 、アフターバーナー無し(クズルエルマ-A)およびAI-322Fターボファンエンジン、ドライ推力24.5kN (5,510lbf) 、アフターバーナー使用時 44kN (9,900lbf) (クズルエルマ-B)

性能
- 最大速度: 1,100km/h (680mph, 590kn) マッハ0.9
- 巡航速度: 735km/h (457mph, 400kn) マッハ0.6
- 戦闘行動半径: 930km (580mi, 500nmi) 内部搭載燃料のみの場合
- 飛行時間: 5~6時間
- 上昇限度: 14,000m (45,000ft)
- 運用高度: 11,000m (35,000ft)

武装
- ハードポイント: 機内に2基、翼部に6基 (いずれも予定)
- 誘導ロケット弾
  - CIRIT
- ミサイル
  - 対空ミサイル
    - Gökdoğan BVR
    - Bozdoğan
    - Akdoğan
    - Gökhan

  - 対地ミサイル
    - SOM 空中発射巡航ミサイル
    - TUBITAK-SAGE KUZGUN-TJ 対地ミサイル
    - TUBITAK-SAGE KUZGUN-KY 対地ロケット弾
    - TUBITAK-SAGE KUZGUN-ER 対地ミサイル
    - TUBITAK-SAGE KUZGUN-EW 電子妨害装置
    - L-UMTAS 対戦車ミサイル
    - AKBABA 対レーダーミサイル
    - ROKETSAN CAKIR 巡行ミサイル
    - TRG-230-iHA 超音速対地ミサイル
- 爆弾
  - Teber-81 (Mark 81爆弾/ROKETSAN レーザー誘導キット)
  - HGK-82 (Mark 82爆弾/TUBITAK-SAGE 精密誘導キット)
  - KGK-82 (Mark 82爆弾/TUBITAK-SAGE 補助翼誘導キット)
  - Teber-82 (Mark 82爆弾/ROKETSAN レーザー誘導キット)
  - HGK-83 (Mark 83爆弾/TUBITAK-SAGE 精密誘導キット)
  - KGK-83 (Mark 83爆弾/TUBITAK-SAGE 補助翼誘導キット)
  - HGK-84
  - LHGK-84
  - TUBITAK-SAGE TOGAN 81mm迫撃砲弾
  - TUBITAK-SAGE KUZGUN-SS 滑空爆弾
  - アセルサン小型爆弾
  - SARB-83地中貫通爆弾
  - NEB-84 地中貫通爆弾
  - TUBITAK-SAGE BOZOK
  - MAM-C
  - MAM-L
  - MAM-T

アビオニクス
- トルコ製AESAレーダー
- アセルサン識別システム
- 電子戦用ポッド
- トルコ製SIGINTモジュール

### その他のUCAV
トルコ
- バイラクタル TB2
- バイラクタル TB3
- バイラクタル アクンジュ
- TAI アンカ
- TAI アクスングル
- TAI アンカ 3
- ヴェステル カラエル

 中国
- FH-97A (航空機)
- WZ-8 (航空機)
- MD-22 (航空機)
- FL-71 (航空機)
- 暗剣

 アメリカ合衆国
- XQ-58 (航空機)
- MQ-25 (航空機)